# 1901 год
1901 (ты́сяча девятьсо́т пе́рвый) год  по григорианскому календарю — невисокосный год, начинающийся во вторник. Это 1901 год нашей эры, 1‑й год 1‑го десятилетия XX века 2‑го тысячелетия, 2‑й год 1900‑х годов. Он закончился 124 года назад.
| Пн | Вт | Ср | Чт | Пт | Сб | Вс |
|    | 1  | 2  | 3  | 4  | 5  | 6  |
| 7  | 8  | 9  | 10 | 11 | 12 | 13 |
| 14 | 15 | 16 | 17 | 18 | 19 | 20 |
| 21 | 22 | 23 | 24 | 25 | 26 | 27 |
| 28 | 29 | 30 | 31 |    |    |    |

| Пн | Вт | Ср | Чт | Пт | Сб | Вс |
|    |    |    |    | 1  | 2  | 3  |
| 4  | 5  | 6  | 7  | 8  | 9  | 10 |
| 11 | 12 | 13 | 14 | 15 | 16 | 17 |
| 18 | 19 | 20 | 21 | 22 | 23 | 24 |
| 25 | 26 | 27 | 28 |    |    |    |

| Пн | Вт | Ср | Чт | Пт | Сб | Вс |
|    |    |    |    | 1  | 2  | 3  |
| 4  | 5  | 6  | 7  | 8  | 9  | 10 |
| 11 | 12 | 13 | 14 | 15 | 16 | 17 |
| 18 | 19 | 20 | 21 | 22 | 23 | 24 |
| 25 | 26 | 27 | 28 | 29 | 30 | 31 |

| Пн | Вт | Ср | Чт | Пт | Сб | Вс |
| 1  | 2  | 3  | 4  | 5  | 6  | 7  |
| 8  | 9  | 10 | 11 | 12 | 13 | 14 |
| 15 | 16 | 17 | 18 | 19 | 20 | 21 |
| 22 | 23 | 24 | 25 | 26 | 27 | 28 |
| 29 | 30 |    |    |    |    |    |

| Пн | Вт | Ср | Чт | Пт | Сб | Вс |
|    |    | 1  | 2  | 3  | 4  | 5  |
| 6  | 7  | 8  | 9  | 10 | 11 | 12 |
| 13 | 14 | 15 | 16 | 17 | 18 | 19 |
| 20 | 21 | 22 | 23 | 24 | 25 | 26 |
| 27 | 28 | 29 | 30 | 31 |    |    |

| Пн | Вт | Ср | Чт | Пт | Сб | Вс |
|    |    |    |    |    | 1  | 2  |
| 3  | 4  | 5  | 6  | 7  | 8  | 9  |
| 10 | 11 | 12 | 13 | 14 | 15 | 16 |
| 17 | 18 | 19 | 20 | 21 | 22 | 23 |
| 24 | 25 | 26 | 27 | 28 | 29 | 30 |

| Пн | Вт | Ср | Чт | Пт | Сб | Вс |
| 1  | 2  | 3  | 4  | 5  | 6  | 7  |
| 8  | 9  | 10 | 11 | 12 | 13 | 14 |
| 15 | 16 | 17 | 18 | 19 | 20 | 21 |
| 22 | 23 | 24 | 25 | 26 | 27 | 28 |
| 29 | 30 | 31 |    |    |    |    |

| Пн | Вт | Ср | Чт | Пт | Сб | Вс |
|    |    |    | 1  | 2  | 3  | 4  |
| 5  | 6  | 7  | 8  | 9  | 10 | 11 |
| 12 | 13 | 14 | 15 | 16 | 17 | 18 |
| 19 | 20 | 21 | 22 | 23 | 24 | 25 |
| 26 | 27 | 28 | 29 | 30 | 31 |    |

| Пн | Вт | Ср | Чт | Пт | Сб | Вс |
|    |    |    |    |    |    | 1  |
| 2  | 3  | 4  | 5  | 6  | 7  | 8  |
| 9  | 10 | 11 | 12 | 13 | 14 | 15 |
| 16 | 17 | 18 | 19 | 20 | 21 | 22 |
| 23 | 24 | 25 | 26 | 27 | 28 | 29 |
| 30 |    |    |    |    |    |    |

| Пн | Вт | Ср | Чт | Пт | Сб | Вс |
|    | 1  | 2  | 3  | 4  | 5  | 6  |
| 7  | 8  | 9  | 10 | 11 | 12 | 13 |
| 14 | 15 | 16 | 17 | 18 | 19 | 20 |
| 21 | 22 | 23 | 24 | 25 | 26 | 27 |
| 28 | 29 | 30 | 31 |    |    |    |

| Пн | Вт | Ср | Чт | Пт | Сб | Вс |
|    |    |    |    | 1  | 2  | 3  |
| 4  | 5  | 6  | 7  | 8  | 9  | 10 |
| 11 | 12 | 13 | 14 | 15 | 16 | 17 |
| 18 | 19 | 20 | 21 | 22 | 23 | 24 |
| 25 | 26 | 27 | 28 | 29 | 30 |    |

| Пн | Вт | Ср | Чт | Пт | Сб | Вс |
|    |    |    |    |    |    | 1  |
| 2  | 3  | 4  | 5  | 6  | 7  | 8  |
| 9  | 10 | 11 | 12 | 13 | 14 | 15 |
| 16 | 17 | 18 | 19 | 20 | 21 | 22 |
| 23 | 24 | 25 | 26 | 27 | 28 | 29 |
| 30 | 31 |    |    |    |    |    |

## События
- 1 января
  - Вступил в силу закон об объединении шести австралийских колоний Великобритании в федерацию. Образование Австралийского Содружества со статусом доминиона Британской империи[1]. Первым премьер-министром Австралии стал Эдмунд Бартон[2].
  - В Австро-Венгрии после трёхмесячной забастовки чешских горняков введён 9-часовой рабочий день на рудниках и шахтах[3].
- 10 января — в штате Техас (США) открыты месторождения нефти[4].
- 22 января — смерть королевы Великобритании Виктории. Британский престол унаследовал Эдуард VII.
- 22 февраля — разбилось на скалах пассажирское судно «Рио-де-Жанейро» (англ. «City of Rio de Janeiro»); погибло 128 человек[5].
- 27 февраля — покушение студента Петра Карповича на министра просвещения России Н. П. Боголепова.
- 4 марта — вступление Уильяма Мак-Кинли в должность президента США на второй срок. Вице-президентом стал Теодор Рузвельт.
- 23 марта — Филиппино-американская война: американские войска захватили в плен президента Филиппин Эмилио Агинальдо-и-Фами[6].
- 1 апреля — турецкий корабль «Аслана» разбился на подводных камнях в Красном море; жертвами трагедии стали 180 человек[5].
- 19 апреля — Филиппино-американская война: президент Филиппин Эмилио Агинальдо-и-Фами призвал своих сторонников к капитуляции[6].
- 20 мая — столкновение рабочих Обуховского завода в Петербурге с полицией и войсками.
- 24 июня — в Париже открылась первая выставка 19-летнего художника из Барселоны Пабло Руиса Пикассо.
- 6 августа — начало Британской антарктической экспедиции (1901—1904) под руководством Роберта Скотта.
- 6 сентября
  - Покушение польского анархиста Леона Чолгоша на президента США Уильяма Мак-Кинли.
  - Великобритания и Османская империя подписали соглашение, по которому шейхство Кувейт формально оставалось частью турецкой территории, но Великобритания сохраняла в нём все свои позиции[7].
- 7 сентября — принят Заключительный протокол 11 держав по итогам подавления Ихэтуаньского восстания в Китае[8].
- 14 сентября — смерть президента США Уильяма Мак-Кинли, вступление в должность Теодора Рузвельта.
- 1 октября — скончался эмир Афганистана Абдур-Рахман. На престол взошёл его сын Хабибулла-хан[9].
- 14 октября — на Байкале затонуло судно «Потапов»; погибло около 200 человек (жертвами стали в основном горожане и крестьяне из Хомутово и Оека)[10].
- 18 ноября — подписание договора Хея-Паунсфота между США и Великобританией, согласно которому США получили право на сооружение Панамского канала.
- 7 декабря — заключение англо-итальянского соглашения о границах Судана.

## Родились
См. также: Категория:Родившиеся в 1901 году
- 12 января — Карл Кюнстлер, оберштурмбаннфюрер СС, комендант концлагеря Флоссенбюрг (ум. в 1945).
- 25 января — Рязанов, Василий Георгиевич — советский военный деятель, Генерал-лейтенант авиации. Дважды Герой Советского Союза (ум. 1951).
- 1 февраля — Кларк Гейбл, американский киноактёр (ум. 1960).
- 12 февраля — Юозас Микенас, литовский скульптор (ум. 1964).
- 20 февраля — Луис Исидор Кан, американский архитектор (ум. 1974).
- 23 февраля — Николай Абрамов, советский учёный (ум. 1970-е).
- 28 февраля — Лайнус Карл Полинг, американский химик, лауреат Нобелевской премии по химии 1954 года и Нобелевской премии мира 1962 года (ум. 1994).
- 11 апреля — Дональд Говард Мензел, американский астроном и астрофизик (ум. в 1976).
- 13 апреля — Жак Лакан, французский психоаналитик. (ум. в 1981).
- 29 апреля — Хирохито, император Японии в 1926—1989 гг (ум. в 1989).
- 17 мая — Бабиченко, Дмитрий Наумович, советский режиссёр-мультипликатор киностудии «Союзмультфильм», режиссёр первого мультфильма этой киностудии («В Африке жарко», 1936) (ум. в 1991).
- 20 мая — Макс Эйве, нидерландский шахматист, пятый чемпион мира по шахматам (ум. в 1981).
- 6 июня — Сукарно, первый президент Индонезии (ум. в 1970).
- 18 июня — Великая княжна Анастасия Николаевна Романова (ум. в 1918).
- 5 июля — Сергей Образцов, советский театральный деятель, народный артист СССР, Герой Социалистического Труда (ум. 1992).
- 4 августа — Луи Армстронг, американский джазовый музыкант (ум. 1971).
- 13 августа — Борис Чирков, советский актёр (ум. 1982).
- 20 августа — Сальваторе Квазимодо, лауреат Нобелевской премии по литературе за 1959 год (ум. 1968).
- 26 августа — маршал Чэнь И, китайский военный и политический деятель, министр иностранных дел КНР в 1958 — 1972 годах (ум. 1972)
- 14 сентября— Власов, Андрей Андреевич, советский военачальник генерал, перешедший в ходе Великой Отечественной войны на сторону нацистской Германии (казнён 1946).
- 29 сентября — Энрико Ферми, итальянский физик, лауреат Нобелевской премии по физике 1938 года (ум. 1954).
- 30 сентября — Виктор Дубинин, советский футболист и тренер, заслуженный мастер спорта СССР (ум. 1984).
- 23 октября — Николай Каротамм, первый секретарь Коммунистической партии Эстонии в 1944—1950 годах (ум. 1969).
- 3 ноября — Леопольд III, король Бельгии в 1934 — 1951 годах (ум.1983)
- 7 ноября — Рина Зелёная, советская актриса, народная артистка РСФСР (ум. 1991).
- 8 ноября — Георге Георгиу-Деж, румынский политик-коммунист, фактический глава Румынии в 1945—1965 годах (ум.1965).
- 17 ноября — Иван Пырьев, советский кинорежиссёр, народный артист СССР, шестикратный лауреат Сталинской премии (ум. 1968).
- 25 ноября — Артур Либехеншель, оберштурмбаннфюрер СС, комендант концлагерей Майданек и Освенцим (ум. в 1948).
- 4 декабря — Николай Симонов, советский актёр театра и кино, народный артист СССР (ум. 1973).
- 5 декабря — Уолт Дисней, американский художник-мультипликатор, кинорежиссёр, актёр, сценарист и продюсер (ум. 1966).
- 6 декабря — Георгий Маленков, советский государственный и партийный деятель, председатель Совета Министров СССР (1953—1955) (ум. 1988).
- 27 декабря — Марлен Дитрих, немецкая и американская киноактриса и певица (ум. 1992).

## Скончались
См. также: Категория:Умершие в 1901 году
- 22 января — Виктория, королева Соединённого Королевства Великобритании и Ирландии с 1837 года и императрица Индии с 1876 года.
- 27 января — Джузеппе Верди, итальянский композитор.
- 11 февраля — Милан Обренович, первый король Сербии (род. 1854).
- 13 марта — Бенджамин Гаррисон, 23-й президент США (род. 1833).
- 15 марта — Н. П. Боголепов, министр просвещения России.
- 5 августа — Виктория, императрица Германии.
- 22 июля — Н. Л. Эллерт, русский декоратор, художник.
- 11 августа — Франческо Криспи, итальянский политик и государственный деятель, сподвижник Джузеппе Гарибальди, премьер-министр Италии в 1887—1891 и 1893—1896 годах (род. 1818).
- 12 августа — Нильс Норденшёльд, шведский мореплаватель и исследователь Арктики.
- 9 сентября — Анри де Тулуз-Лотрек, французский живописец-постимпрессионист.
- 14 сентября — Уильям Мак-Кинли, 25-й президент США (1897—1901).
- 1 октября — Абдур-Рахман, эмир Афганистана с 1880 года (род. ок. 1844).
- 7 ноября — Ли Хунчжан, китайский государственный деятель и дипломат (род. 1823).

## Нобелевские премии
Все Нобелевские премии вручались впервые.
- Физика — Вильгельм Конрад Рентген — «В знак признания необычайно важных заслуг перед наукой, выразившихся в открытии замечательных лучей, названных впоследствии в его честь».
- Химия — Якоб Хендрик Вант-Гофф — «В знак признания огромной важности открытия законов химической динамики и осмотического давления в растворах».
- Физиология и медицина — Эмиль Адольф фон Беринг — «За работу по сывороточной терапии, главным образом за её применение при лечении дифтерии, что открыло новые пути в медицинской науке и дало в руки врачей победоносное оружие против болезни и смерти».
- Литература — Сюлли-Прюдом — «За выдающиеся литературные достоинства, высокий идеализм, художественное совершенство и необычное сочетание душевности и таланта».
- Премия мира — Анри Дюнан («За вклад в мирное сотрудничество народов»), Фредерик Пасси («За многолетние миротворческие усилия»).